# Репище (Костромская область)
Репище — деревня в Нерехтском районе Костромской области. Входит в состав Волжского сельского поселения.

## География
Находится в юго-западной части Костромской области на расстоянии приблизительно 31 км на восток по прямой от районного центра города Нерехта в 2 км на запад от города Волгореченск.

## История
Известна с 1620 года как сельцо князя Г. П. Ромодановского, с 1694 принадлежала князю Б. М. Черкасскому как приданое супруги, дочери Ромодановского. В 1872 году здесь было учтено 25 дворов.

## Население
Постоянное население составляло 151 человек (1872 год), 17 в 2002 году (русские 100 %), 8 в 2022.